# Basilika Sankt Hyazinth

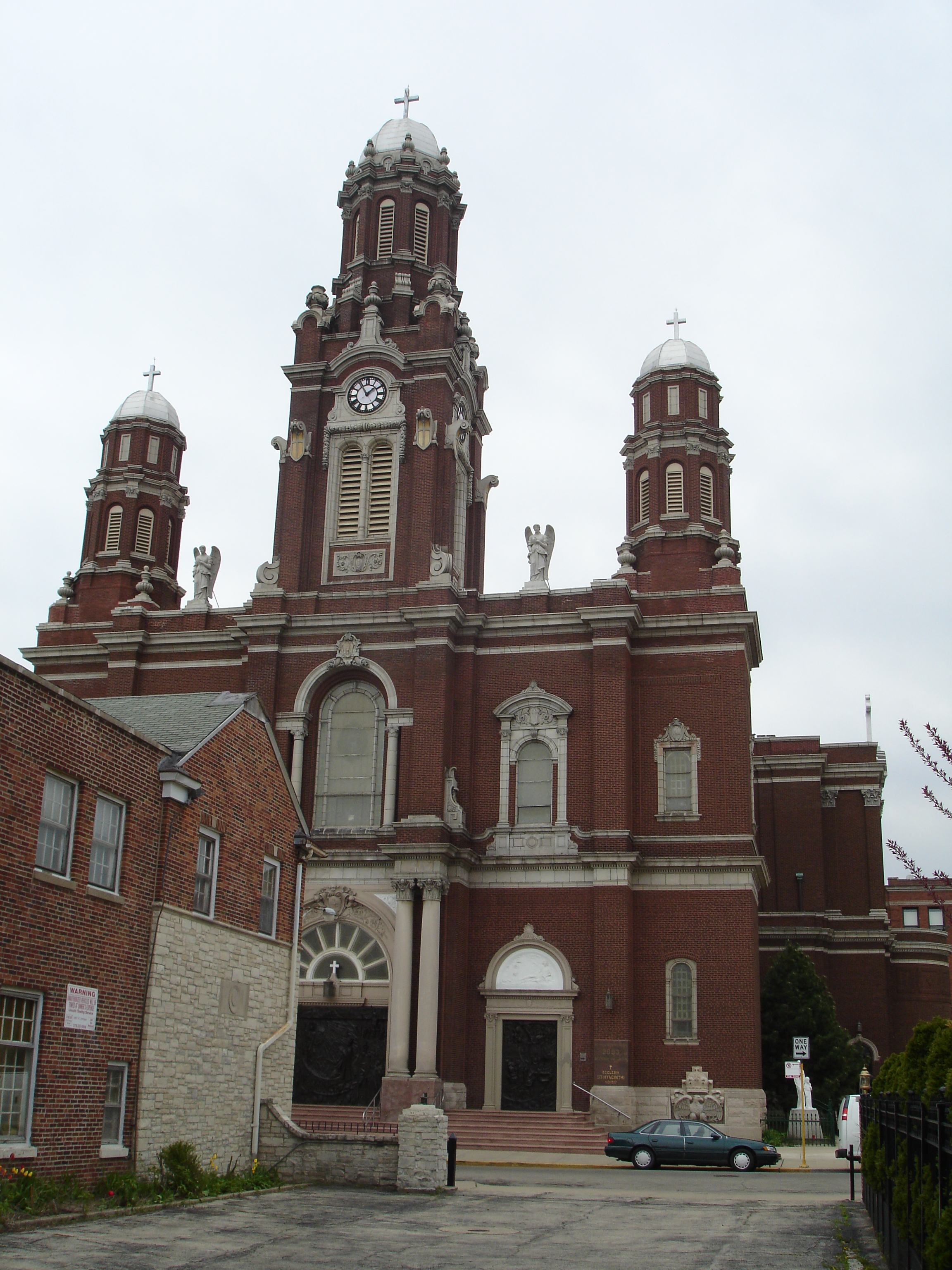
Basilika Sankt Hyazinth

Die Basilika Sankt Hyazinth (englisch Basilica of St. Hyacinth) ist eine römisch-katholische Kirche im Chicagoer Stadtteil Avondale, Vereinigte Staaten. Die Pfarrkirche des Erzbistums Chicago trägt den Titel einer Basilica minor. Sie wurde Anfang des 20. Jahrhunderts im klassizistischen „polnischen Kathedralenstil“ errichtet.

## Geschichte
St. Hyacinth wurde 1894 von Resurrektionisten der ersten polnischen Gemeinde der Stadt, St. Stanislaus Kostka, gegründet. Der erste Spatenstich erfolgte am 30. April 1917, und der Grundstein wurde am 21. Oktober 1917 gelegt. Die Fertigstellung des Gebäudes verzögerte sich aufgrund finanzieller und baulicher Schwierigkeiten um Jahre, so dass die erste Messe in dem Gebäude erst am 7. August 1921 stattfand. Die Kirchweihe fand am 16. Oktober 1921 unter dem Vorsitz von Erzbischof Kardinal George Mundelein statt.
Die Pfarrei ist eng mit den polnischen Einwanderern Chicagos verbunden, insbesondere mit denjenigen, die in den 1980er Jahren im Zuge der Solidarność- und Post-Solidarność-Welle nach Chicago kamen. Am 26. Juni 2003 verlieh Papst Johannes Paul II. der Kirche den Titel einer Basilika minor, die dritte Kirche in Illinois, die diesen Status erhielt. Prominente Polen wie Lech Wałęsa und Jarosław Kaczyński kamen in die Kirche, Papst Johannes Paul II. besuchte sie bereits als Erzbischof von Krakau.
Der Film Echoes – Stimmen aus der Zwischenwelt von 1999 wurde teilweise in der St.-Hyacinth-Basilika gedreht.

## Architektur
Die Kirche wurde von dem Architekturbüro Worthmann and Steinbach entworfen, das viele der prächtigen polnischen Kirchen in Chicago gebaut hat. Das Kirchengebäude wurde als roter Backsteinbau im klassizistischen Stil errichtet. Bas Bauwerk hat einen kreuzförmigen Grundriss mit einem sehr breiten Hauptschiff mit schmalen Seitengängen, auch das Querschiff hat eine große Breite. St. Hyacinths dreitürmige Fassade ist in der amerikanischen Kirchenarchitektur selten zu sehen, ebenso wie der neobarocke Stil. Die Kirchenglocken sind ein Produkt der McShoe Bell Foundry aus Baltimore, Maryland, und wurden im April 1924 gesegnet und in die Kirchtürme eingesetzt. St. Hyazinth weist eine auffallende Ähnlichkeit mit St. Mary of the Angels auf, die etwa zur gleichen Zeit von denselben Architekten entworfen wurde und die gleiche Kombination aus Stein, glasierter Terrakotta und Backstein verwendet.

## Ausstattung

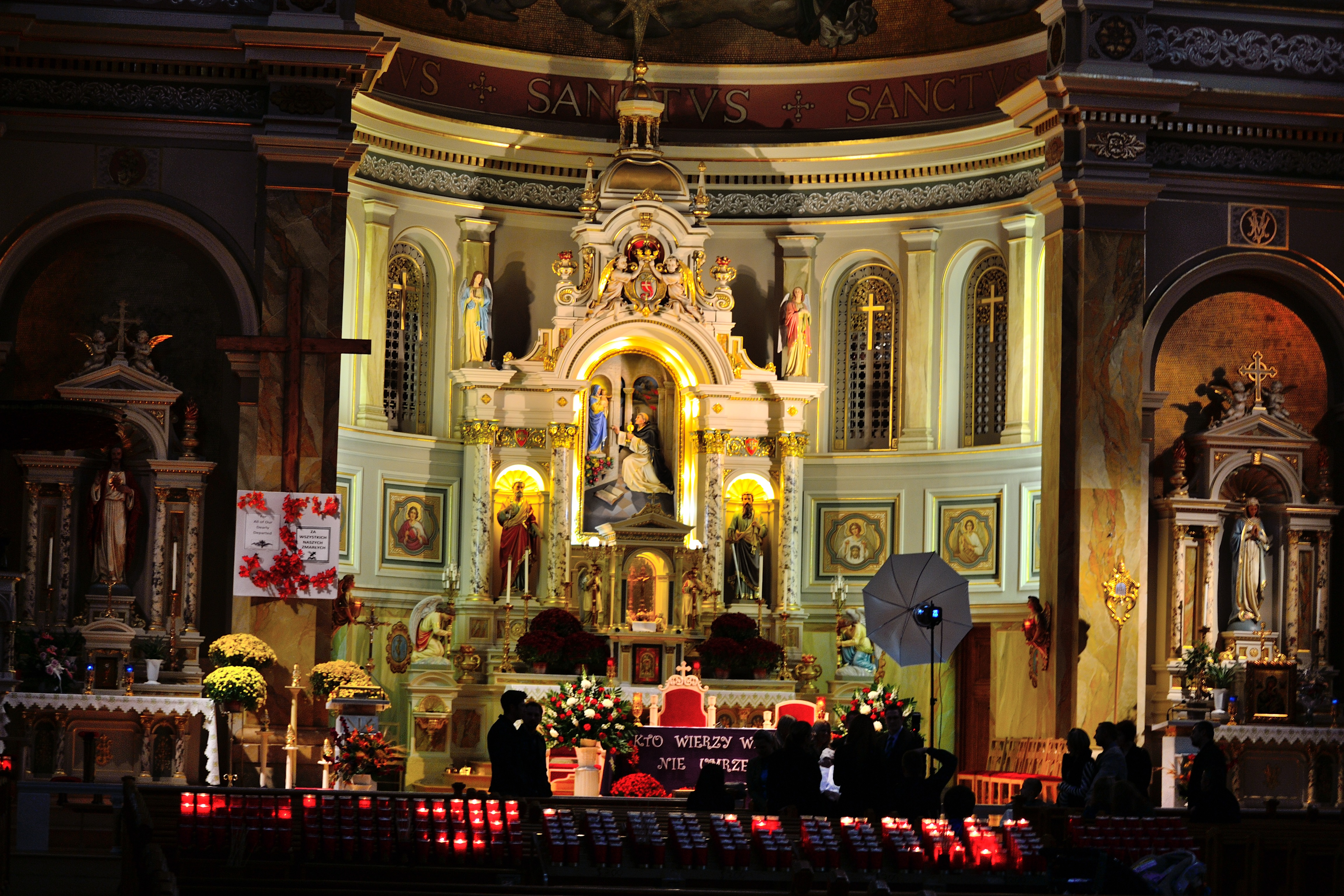
Altarraum

Die reich verzierte Innenausstattung zeigt barocke Einflüsse. Wie bei St. Mary of the Angels wurde auch ein Großteil der Kirchenausstattung von John Anton Mallin gestaltet, der viele andere Kirchen in Illinois dekoriert hat. Die St. Hyacinth’s Church beherbergt auch Meisterwerke von so bekannten Malern wie Thaddeus von Zukotynski und Mary Stanisia. Ab Mitte der 1990er Jahre wurde der Innenraum fast ein Jahrzehnt lang gründlich renoviert, wobei ein Großteil der Wandmalereien von Conrad Schmitt Studios, Inc. aus Wisconsin ausgeführt wurde.
Die Glasfenster wurden von der Mayer’schen Hofkunstanstalt aus München angefertigt und einige von der verbundenen Firma Zettler aus New York im Jahr 1921 eingebaut. Die Orgel der Kirche ist eine mittelgroße Kilgen-Orgel (aus St. Louis, Missouri) mit 34 Registern, die ebenfalls 1921 in der Kirche installiert wurde. Die Kreuzwegstationen wurden wahrscheinlich in den 1830er Jahren in Österreich geschaffen.
Im Inneren der Basilika befinden sich mehrere Statuen. Über dem Hauptaltar hängt ein Flachrelief des hl. Hyazinths sowie Vollstatuen der hln. Petrus und Paulus. Figuren des Heiligsten Herzens Jesu und der Gottesmutter (Unbefleckte Empfängnis) befinden sich an den kleineren Seitenaltären sowie eine Figur der Schmerzhaften Muttergottes als Pietà in der östlichen Nische der Kirche. Darüber hinaus sind Skulpturen der hln. Josef, Anna, Maximilian Kolbe, Franz von Assisi, Antonius von Padua, Barbara und Therese von Lisieux sowie des Prager Jesuleins im gesamten Altarraum verteilt.
Die große Flachkuppel über der Vierung hat ein sehr großes Deckengemälde mit einer Fläche von 280 Quadratmetern und mehr als 150 Figuren, die Heilige, Geistliche und Laien darstellen.
Eine große Ikone der Schwarzen Madonna von Tschenstochau, die aus Polen gebracht wurde, befindet sich im Schrein des westlichen Querschiffs der Basilika. Die Ikone, die von Papst Johannes Paul II. gesegnet wurde, ist gemäß der römisch-katholischen Tradition gekrönt, wobei die Krone der Jungfrau Maria fast einen Meter lang ist, während die des Jesuskindes etwas kleiner ausfällt und jeweils von einem Engel in Flachrelief aufgesetzt wird. Beide Kronen wurden von Adam und Kathy Karbownik angefertigt, die das Gold eingeschmolzen und die Edelsteine darin gefasst haben. Der für die Kronen verwendete Schmuck wurde von Tausenden Gemeindemitgliedern gespendet, wobei allein das Gold zehn Pfund wog. Drei Paare monumentaler Bronzetüren wurden entlang des Haupteingangs am nördlichen Ende der Basilika angebracht. Sie stammen vom polnischen Bildhauer Czesław Dźwigaj. Die Kirche besitzt eine Vielzahl von Reliquien.